# KIAA0460
KIAA0460‏ (Regulation of nuclear pre-mRNA domain containing 2) هوَ بروتين يُشَفر بواسطة جين KIAA0460 في الإنسان.